# Saphir Taïder
Saphir Sliti Taïder (Castres, 29 februari 1992) is een Frans-Algerijns-Tunesisch voetballer die doorgaans als centrale middenvelder speelt, maar ook als aanvallende of verdedigende middenvelder uit de voeten kan. Hij verruilde in augustus 2013 Bologna voor FC Internazionale Milano. Taïder debuteerde in 2013 in het Algerijns voetbalelftal.

## Clubcarrière
Op 15 mei 2010 maakte Taïder zijn debuut in het betaald voetbal bij Grenoble Foot 38 in de competitiewedstrijd tegen Olympique Marseille (2–0 verlies). Op 5 juli 2010 tekende hij een driejarig contract. In 2011 werd Grenoble veroordeeld tot degradatie naar de Championnat de France Amateurs 2 (vijfde divisie) naar aanleiding van de financiële problemen van de club. Taïder tekende bijgevolg bij het Italiaanse Bologna. Op 11 december 2012 startte hij voor het eerst in het basiselftal van Bologna in de competitiewedstrijd tegen SSC Napoli. In die wedstrijd, die eindigde in een 1–1 gelijkspel, verving hij na 76 minuten Gastón Ramírez. Een dag later werd bekend dat Juventus FC de helft van de transferrechten van de jonge middenvelder had overgekocht voor een bedrag van bijna tweeënhalf miljoen euro. De Deen Frederik Sørensen bewandelde de omgekeerde weg en werd door Bologna gekocht voor ongeveer hetzelfde bedrag. In juni 2012 kocht Bologna Taïder terug. Op 18 augustus 2012 maakte hij twee doelpunten in de eerste ronde van de Coppa Italia tegen Serie B-club AS Varese 1910. In augustus 2013 tekende Taïder een contract voor vier jaar bij Internazionale. Op 22 september 2013 maakte hij zijn eerste doelpunt voor Inter tegen US Sassuolo. In het seizoen 2014/15 verbleef Saphir Taïder amper een maand op huurbasis bij Southampton FC alvorens hij een huurcontract voor één seizoen tekende bij US Sassuolo.

### Huurperikelen
In augustus 2014 was Taïder naar Southampton vertrokken, dat hem een jaar zou huren van Internazionale. De Engelse club stuurde hem na drie weken niettemin weer terug naar Italië, omdat coach Ronald Koeman niet veel in hem zag. Daarop verhuurde Inter Taïder gedurende het seizoen 2014/2015 aan Sassuolo. Nadat hij hiervan terugkeerde, verhuurde Inter hem in augustus 2015 voor twee jaar aan Bologna.

## Interlandcarrière
Taïder werd geboren in het Franse Castres als zoon van een Algerijnse moeder en een Tunesische vader. Hij bezoekt regelmatig Algerije en Tunesië en is in het bezit van zowel de Franse, Algerijnse als de Tunesische nationaliteit. Zijn oudere broer Nabil is meermaals uitgekomen in het Tunesisch voetbalelftal. Taïder zelf is Frans jeugdinternational en speelde onder andere tien wedstrijden voor Frankrijk –19, waarin hij twee doelpunten maakte. In 2013 verkoos hij desondanks Algerije boven Frankrijk. Bondscoach Vahid Halilhodžić selecteerde hem voor de WK-kwalificatiewedstrijd tegen Benin op 26 maart 2013 (3–1 winst). In de 60ste minuut maakte hij de 2–1. In oktober en november 2013 speelde Taïder met Algerije in de play-offs voor kwalificatie tegen Burkina Faso. Hij speelde in beide wedstrijden mee en dwong met zijn land een plaats op het eindtoernooi af. In Brazilië speelde Taïder mee in de groepswedstrijd tegen België (2–1 verlies) en de verloren achtste finale tegen Duitsland.